# 복길항
복길항은 전라남도 무안군 청계면 복길리에 있는 어항이다. 2005년 11월 10일 어촌정주어항으로 지정하여 관리하고 있다. 시설관리자는 무안군수이다.

## 어항 구역
- 수역: 63,372m2

## 어항 시설
- 선착장 200m, 작업장 95m

## 주요 어종
- 낙지, 김